# Battaglia di Texel
La battaglia di Texel (o battaglia di Kijkduin) fu un combattimento navale che si svolse il 21 agosto 1673 (data secondo il calendario gregoriano usato ai giorni nostri o l'11 agosto del calendario giuliano) al largo della costa meridionale dell'isola omonima, sul mare del Nord nell'ambito della Terza guerra anglo-olandese.

## Le forze navali
L'armata navale alleata è comandata dal principe Roberto di Baviera. La parte francese è sotto gli ordini del conte d'Estrées.
Il corpo di spedizione inglese è agli ordini di Roberto di Baviera. L'avanguardia, francese, la retroguardia, inglese, è sotto gli ordini di Edward Spragge. Ciascuna squadra comprende 27 vascelli. Ci sono anche una trentina di bastimenti più leggeri e di brulotti.
Gli olandesi, comandati dal Commodoro Michiel de Ruyter, sono inferiori in numero. Dispiegano soltanto 70 vascelli, 35 bastimenti leggeri e 25 brulotti. Nell'insieme i vascelli olandesi sono più leggeri e, dettaglio importante, con un pescaggio minore. La flotta olandese è all'ancora, verso Ostenda, dietro i banchi di sabbia lungo la costa. Adriano Banckert comanda l'avanguardia e Cornelis Tromp la retroguardia.
La flotta alleata deve scortare un convoglio di truppe inglesi e francesi destinate ad attaccare l'Olanda. Da parte loro, gli olandesi, attendono invece l'arrivo di un convoglio proveniente dalle Indie Orientali.